# San Mamede (Allariz)
San Mamede es un lugar situado en la parroquia de San Mamede de Urrós, del concello de Allariz, en la provincia de Orense, Galicia, España.